# Доболиј де Жос (Ковасна)
Доболиј де Жос (рум. Dobolii de Jos) насеље је у Румунији у округу Ковасна у општини Илиени. Oпштина се налази на надморској висини од 509 m.

## Становништво
Према подацима из 2002. године у насељу је живело 564 становника.

### Попис2002.
| Расподела становништва по националности 2002.‍ | Расподела становништва по националности 2002.‍ | Расподела становништва по националности 2002.‍ | Расподела становништва по националности 2002.‍ | Расподела становништва по националности 2002.‍ |
| --------------------------------------------- | --------------------------------------------- | --------------------------------------------- | --------------------------------------------- | --------------------------------------------- |
|                                               |                                               |                                               |                                               |                                               |
| Румуни                                        | Румуни                                        |                                               | 200                                           | 35,6%                                         |
| Мађари                                        | Мађари                                        |                                               | 362                                           | 64,4%                                         |